# 埃勞夫
埃勞夫是奧地利的城鎮，位於該國東北部，由下奧地利州負責管轄，面積9.66平方公里，海拔高度225米，2012年人口1,098，人口密度為每平方公里113.66人。